# Telescopio William Herschel
El Telescopio William Herschel (WHT) es un telescopio reflector de 4,2 metros de diámetro, que se encuentra en el Observatorio del Roque de Los Muchachos en la isla de La Palma en las Islas Canarias (España).
La idea del telescopio William Herschel fue concebida en la década de 1960, cuando se diseñó el Observatorio Anglo-Australiano en Australia. La comunidad astronómica británica sintió la necesidad de un telescopio de tamaño comparable para observar el cielo en el hemisferio norte. La planificación comenzó en 1974 pero en 1979 el proyecto estuvo en peligro de ser cancelado debido a que los costes se dispararon. Fue rediseñado para reducir significativamente el coste y se vendió una participación del 20% para uso de los astrónomos de los Países Bajos. En 1981 se dio el visto bueno al nuevo proyecto, coincidiendo con el 200 aniversario del descubrimiento de Urano en la obra de William Herschel, por lo que se decidió bautizar el telescopio en su honor. La construcción comenzó en 1983, fue trasladado a La Palma en 1985 y vio la primera luz en 1987. En virtud de los acuerdos para su establecimiento, el telescopio y su uso está participado desde 1990 por el Particle Physics and Astronomy Research Council (PPARC) del Reino Unido, el Nederlandse Organisatie voor Wetenschappelijk Onderzoek (NWO) de los Países Bajos y el Instituto de Astrofísica de Canarias, España
El telescopio forma parte del Grupo de Telescopios Isaac Newton y recibe numerosas solicitudes para utilizar ser usado, al menos tres veces más de las que puede atender.
El telescopio reflector tiene un diámetro de 4,2 metros, con una razón focal f/2.8 de tipo Cassegrain-Nasmyth fabricado en Owens, Illinois, y es el mayor de su clase en Europa. Observa el cielo en longitudes de onda de luz visible y de infrarrojos.

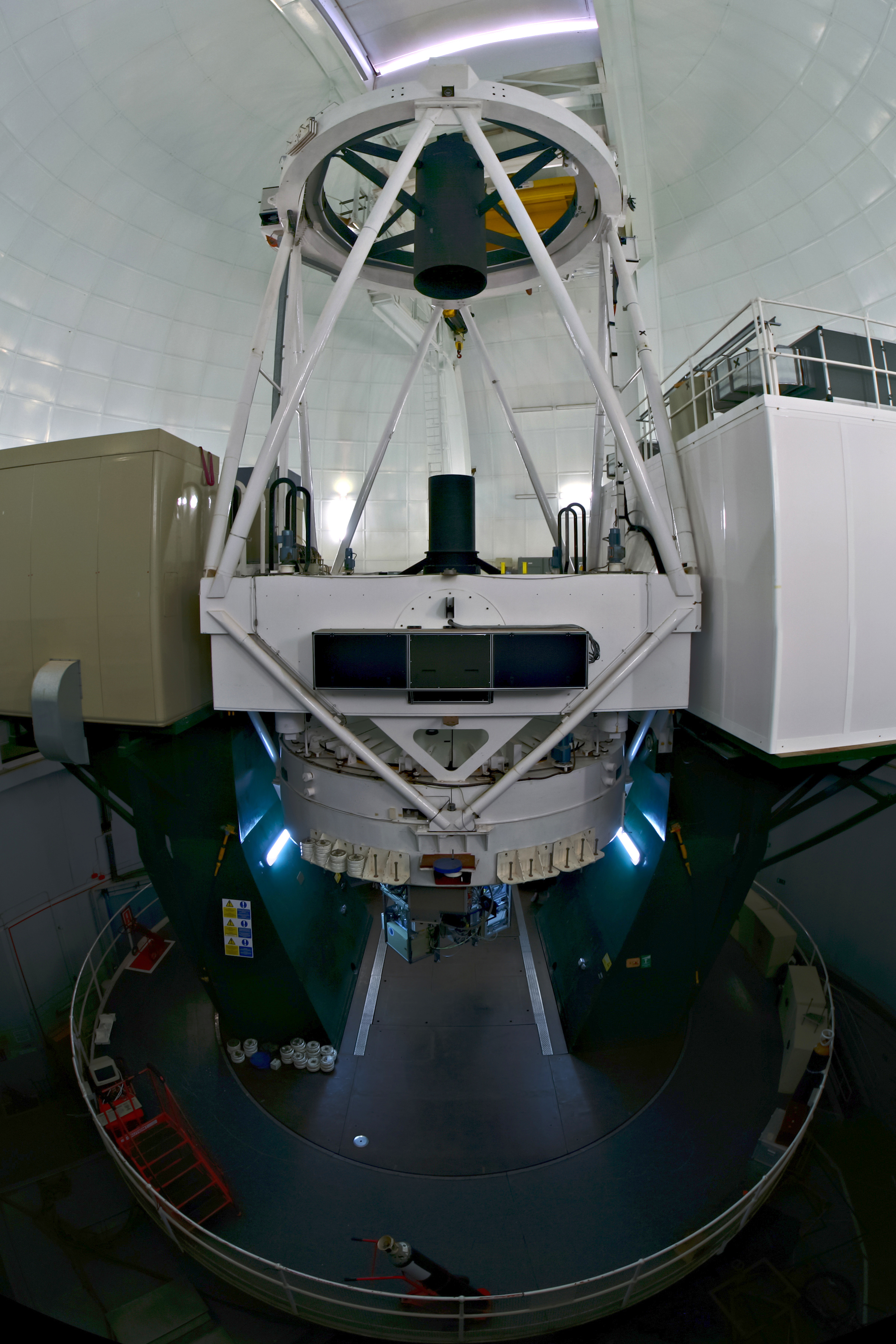
Telescopio William Herschel en el Roque de los Muchachos, Canarias, España.